# Khadidja Touati
Pour les articles homonymes, voir Touati.
Khadidja Touati (en arabe : خديجة التواتي), née le 7 août 1979, est une athlète algérienne.

## Biographie
Aux championnats d'Afrique d'athlétisme 2000 à Alger, elle fait partie du relais 4 x 400 mètres algérien remportant la médaille de bronze.
Elle est également championne d'Algérie du 1 500 mètres en 2000, 2001 et 2002, du 3 000 mètres steeple en 2005 et du cross court en 1999.

## Palmarès
| Date | Compétition            | Lieu  | Résultat | Épreuve         | Performance   |
| ---- | ---------------------- | ----- | -------- | --------------- | ------------- |
| 2000 | Championnats d'Afrique | Alger | 3e       | 4 x 400 m       | 3 min 51 s 01 |
| 2007 | Jeux africains         | Alger | 8e       | 3 000 m steeple | 11 min 9 s 98 |